# POWER5

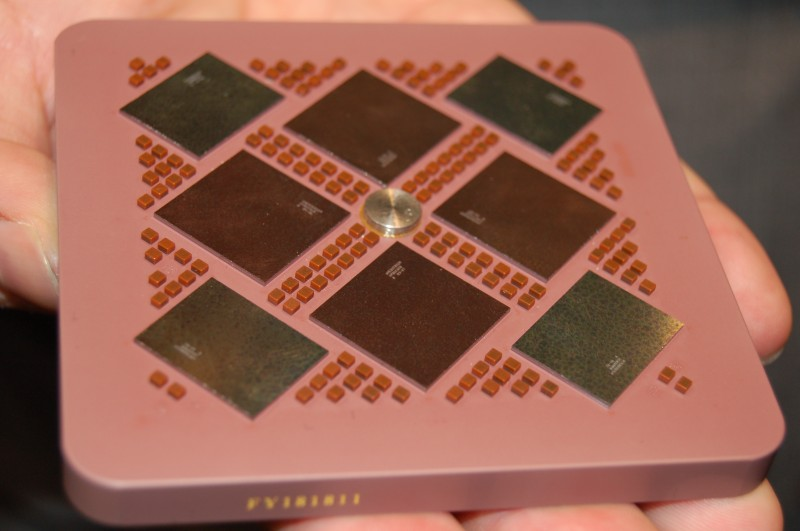
Egy MCM, négy POWER5 lapkával és négy 36 MiB-os L3 gyorsítótár-lapkával

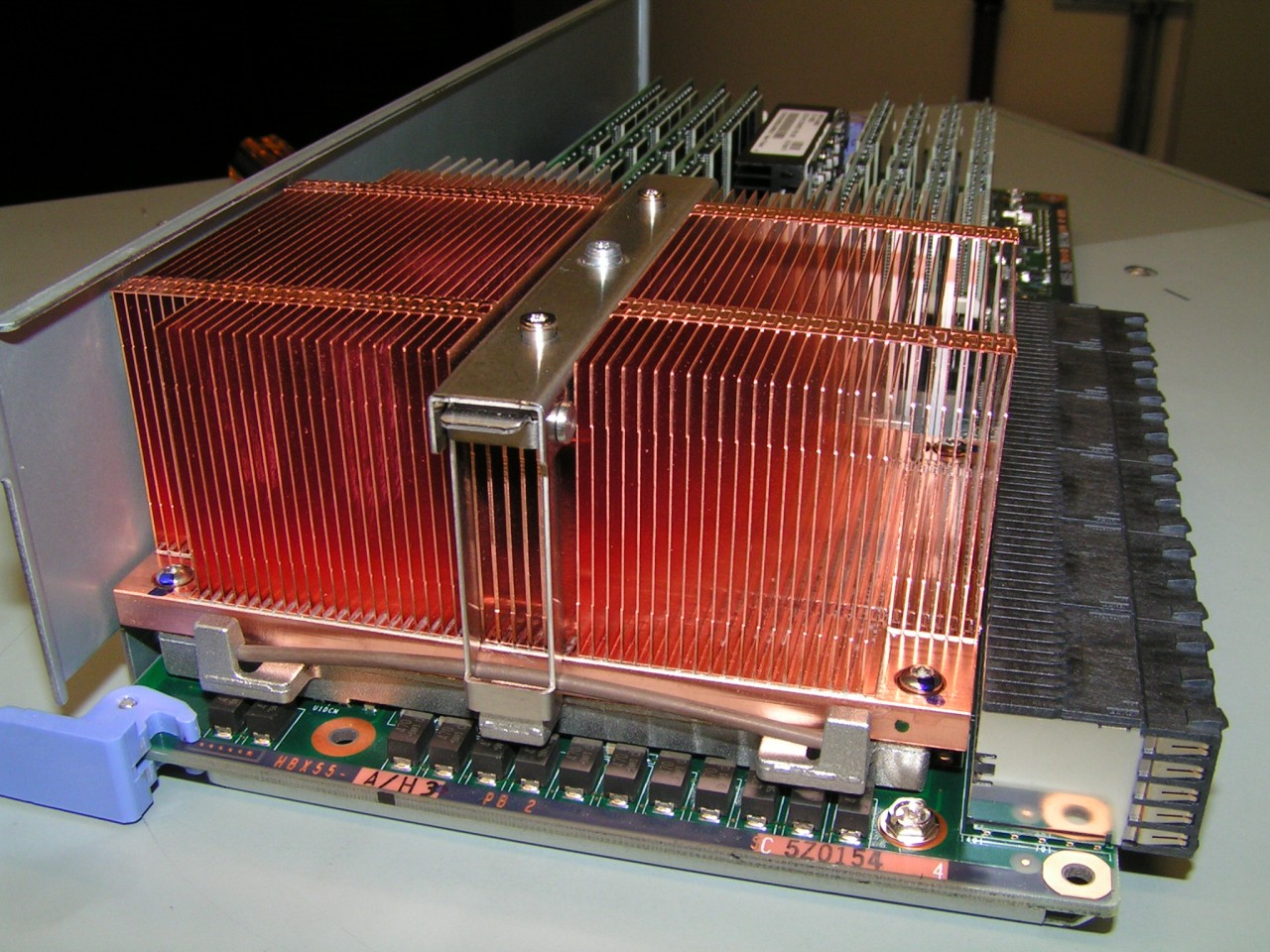
Egy IBM i5 rendszer processzormodulja, rajta egy POWER5+ DCM

A POWER5 egy IBM által kifejlesztett és gyártott mikroprocesszor. Ez az igen sikeres POWER4 továbbfejlesztett verziója. A legfontosabb változás, hogy ez a processzor támogatja a szimultán többszálas végrehajtást (SMT), és egy lapkára épített/integrált memóriavezérlővel bővítették. A POWER5 egy kétmagos mikroprocesszor, melyben minden egyes mag egy fizikai szál és két logikai szál végrehajtását támogatja, azaz a processzorban összesen két fizikai és négy logikai szál lehet végrehajtás alatt.

## Történet
A mikroprocesszor technikai részleteit először a 2003-as Hot Chips konferencián tették közzé. Egy teljesebb leírást közöltek a 2003-as Microprocessor Forum rendezvényen, 2003. október 14-én. A POWER5 processzort az IBM nem hozta nyílt kereskedelmi forgalomba, és kizárólag az IBM saját maga és szerződéses partnerei használhatták. A mikroprocesszort alkalmazó rendszerek 2004-ben kezdtek megjelenni. A POWER5 a felső kategóriás vállalati szerver-piacon került felhasználásra, és az Intel Itanium 2 és kisebb mértékben a Sun Microsystems UltraSPARC IV+ és a Fujitsu SPARC64 V processzoraival versengett. 2005-ben egy újabb modellje, a javított POWER5+ váltotta fel.

## Leírás
A POWER5 a POWER4 egy továbbfejlesztése. A kétutas multithreading hozzáadása magával vonta a visszatérési verem, a programszámláló, az utasításpuffer, a csoport-befejező egység és a tárolási sor megkettőzését, mégpedig úgy, hogy ezekből minden egyes szál saját példánnyal rendelkezzen. Az erőforrások többsége, mint például a regisztertárak és végrehajtóegységek, megosztottak, bár mindegyik szál a saját regiszterkészletét látja. A POWER5 szimultán többszálas végrehajtást (SMT) valósít meg, amelyben két szál hajtható végre egyidejűleg. A POWER5 letilthatja/kikapcsolhatja az SMT-t, ha a folyamatban lévő munkaterhelésre való optimizálás azt követeli meg.
Ahogy a regisztertárakhoz hasonlóan a két szál több erőforrást is megosztottan használ, azok kapacitását (méretét) általában megnövelték, hogy így kompenzálják a teljesítmény csökkenését. Az egész (integer) és lebegőpontos regiszterek számát külön-külön 120-ra növelték – a POWER4 80 fixpontos (integer) és 72 lebegőpontos regiszteréről. A lebegőpontos utasítás-gyorsítótár kapacitása szintén növekedett, 20 bejegyzésről 24-re nőtt. Az L2 egyesített gyorsítótár méretét 1,875 MiB-ra növelték és a csoport-asszociativitást 10 utassá tették. Az egyesített harmadik szintű gyorsítótárat a tokba helyezték át a külső, különálló csipeken való elhelyezés helyett. Ennek kapacitása 36 MiB-ra növekedett. Mint a POWER4-ben is, a gyorsítótárat megosztva használja a két mag (mind a két magot kiszolgálja). A magok a gyorsítótárhoz a mag fél órajelfrekvenciáján működő két egyirányú 128 bites sínen keresztül férnek hozzá.
A lapkára épített integrált memóriavezérlő max. 64 GiB DDR és DDR2 memória használatát támogatja. Ez magas frekvenciájú soros síneket használ a külső pufferekkel való kommunikációra, a dual inline memóriamodulok (DIMM-ek) és a mikroprocesszor közötti kapcsolati rétegben.
A POWER5 276 millió tranzisztort tartalmaz, lapkafelülete 389 mm². Az IBM gyártja 0,13 µm-es szilícium szigetelőn (silicon on insulator, SOI) CMOS folyamattal, nyolcrétegű réz fémezéssel. A POWER5 lapkák kétcsipes modul (DCM) vagy többcsipes modul (multi-chip module, MCM) kiszerelésbe kerülhetnek. A DCM egy POWER5 lapkát és a hozzá kapcsolt harmadik szintű gyorsítótár lapkáját tartalmazza. Az MCM négy POWER5 lapkát és négy L3 gyorsítótár-lapkát tartalmaz (ekkor mindegyik POWER5 lapkához egy L3 gyorsítótár tartozik); egy ilyen modul mérete 95 mm × 95 mm.
A felső kategóriás rendszerekben az ViVA (Virtual Vector Architecture) nevezetű technológiájával több POWER5 processzor egyetlen vektorprocesszorként működő egységgé kapcsolható össze.

## POWER5+
A POWER5+ a POWER5 egy javított soron következő változata, 2005. október 4-én mutatták be. A fejlesztési célok kezdetben az alacsonyabb energiafogyasztás, ill. teljesítményfelvétel elérésére irányultak, emiatt egy újabb folyamattal gyártották. A POWER5+ csip 90 nm-es gyártási eljárással készül. Ez a lapkaméret csökkenését eredményezte, 389 mm²-ről 243 mm²-re.
Az órajel-frekvencia a megjelenéskor nem változott, továbbra is 1,5 és 1,9 GHz között maradt. 2006. február 14-én, az újabb változatok megjelenésekor az órajelfrekvenciát is emelték, először 2,2 GHz-re, majd 2006. július 25-én 2,3 GHz-re.
A POWER5+ ugyanabban a tokozásban került forgalomba, mint az előző POWER5 mikroprocesszor, de elérhető volt még négycsipes modulban is (QCM), amely két POWER5+ lapkát és két harmadik szintű gyorsítótár-lapkát tartalmaz (mindegyik POWER5+ lapkához egyet). Ezek a QCM csipek 1,5 és 1,8 GHz közötti órajelfrekvenciákon futnak.

## Felhasználók
Az IBM a DCM és MCM kiszerelésű POWER5 mikroprocesszorokat System p és System i szervercsaládjaiban, a DS8000 tárkiszolgálóban, és beágyazott mikroprocesszor formájában felső kategóriás Infoprint nyomtatóiban alkalmazza. Az IBM felső kategóriás IntelliStation POWER 285 munkaállomásaiba DCM modulokat építenek. A POWER5 külső felhasználói a Groupe Bull, amely ezeket Escala szervereiben alkalmazza, és a Hitachi, amely max. 128 POWER5+ mikroprocesszorig skálázható SR11000 számítógépeiben használja. Ez utóbbi számos installációval képviseltette magát a 2007-es TOP500 szuperszámítógép-listán. Az POWER5+ processzorokat alkalmaz még System p5 510Q, 520Q, 550Q és 560Q szervereiben.

## Fordítás
Ez a szócikk részben vagy egészben  a   POWER5 című angol Wikipédia-szócikk ezen változatának fordításán alapul.  Az eredeti cikk szerkesztőit annak laptörténete sorolja fel. Ez a jelzés csupán a megfogalmazás eredetét és a szerzői jogokat jelzi, nem szolgál a cikkben szereplő információk forrásmegjelöléseként.